# Семёновское сельское поселение (Верхнехавский район)
Семёновское сельское поселение — муниципальное образование в Верхнехавском районе Воронежской области.
Административный центр — село Семеновка.

## Административное деление
В состав поселения входят:
- село Семеновка,
- деревня Абрамовка,
- посёлок Большая Михайловка,
- село Перовка.